# Суґа Йосіхіде
Суґа Йосіхіде (яп. 菅 義偉; нар. 6 грудня 1948, Юдзава) — японський політик, Прем'єр-міністр Японії з 16 вересня 2020 до 4 жовтня 2021 року. Президент Ліберально-демократичної партії з 14 серпня 2020 до 29 вересня 2021 року. Суґа став першим новим прем'єр-міністром періоду Рейва.
Представляє 2-й округ Канаґави в Палаті представників з 1996 року, працював міністром внутрішніх справ та комунікацій з вересня 2006 року до серпня 2007 року в першому уряді прем'єр-міністра Абе Сіндзо та головним секретарем Кабінету Міністрів в другому уряді Абе Сіндзо з 2012 до 2020. Його перебування на посаді головного секретаря кабміну стало найдовшим в історії Японії. Суґа оголосив про свою кандидатуру на виборах лідерів Ліберально-демократичної партії після того, як Абе оголосив про відставку й вважався найімовірнішою кандидатурою на його заміну як прем'єра, оскільки він отримав підтримку більшості членів партії з правом голосу заздалегідь до виборів.
14 вересня 2020 року переміг на президентських виборах Ліберально-демократичної партії Японії і вступив на посаду голови партії. 
3 вересня 2021 оголосив про свою відставку з посади прем'єр-міністра Японії. Причиною вважають зниження підтримки Кабінету міністрів через критику готовності до пандемії коронавірусу. 4 жовтня 2021 року було складено заяву про відставку Кабінету міністрів, і уряд пішов у відставку.